# Грінвілл (Алабама)
Грінвілл (англ. Greenville) — місто (англ. city) в США, в окрузі Батлер штату Алабама. Населення — 7374 особи (2020). Окружний центр та найбільший муніципалітет цього округу.

## Історія

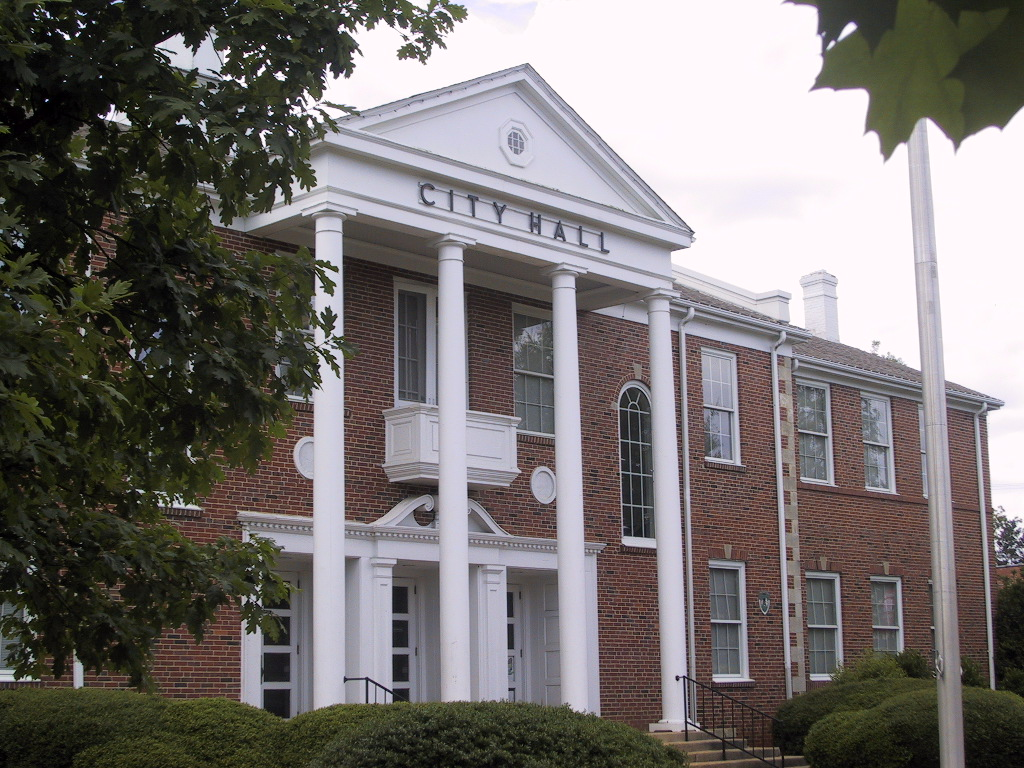
Мерія Грінвілла

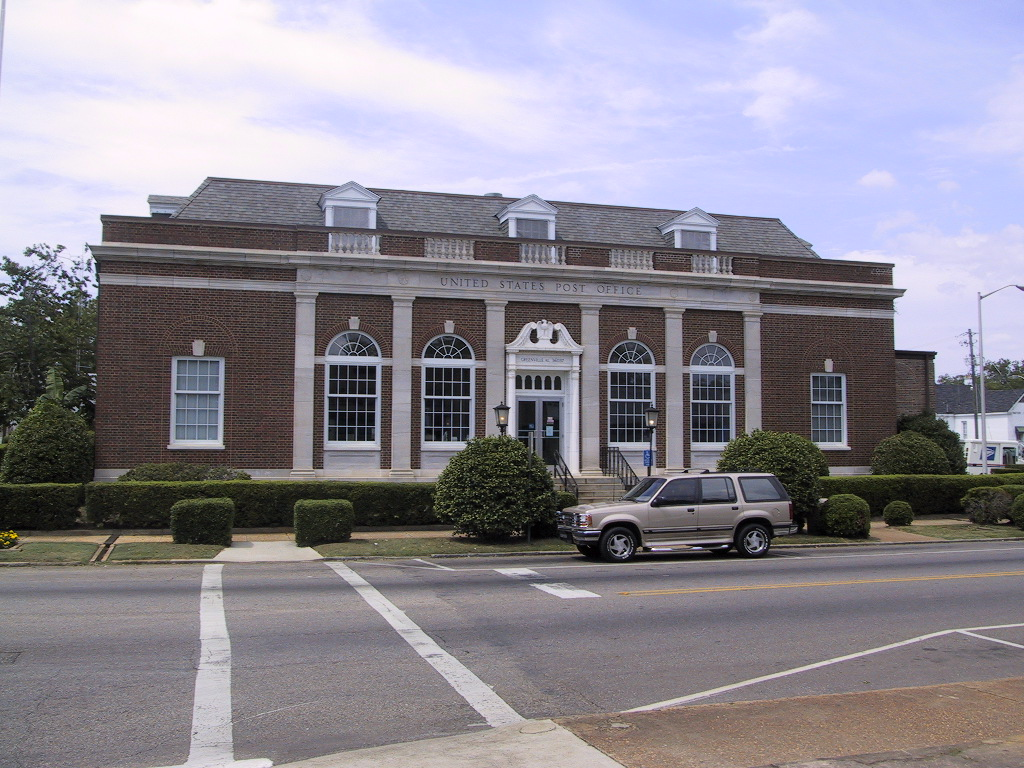
Пошта

Грінвілл засновано в 1871: переселенці назвали місцевість Грінвілл за дубові ліси, які нагадали їм про їх колишню домівку в місті Грінвілл, Південна Кароліна.
Три корінні народи Америки (чокто, кріки і мускогі) жили у районі. Територія раніш належала Іспанії, Англії, Франції, незалежному штату Алабама, Конфедеративним Штатам Америки.

## Географія
Грінвілл розташований за координатами 31°50′35″ пн. ш. 86°38′13″ зх. д. / 31.84306° пн. ш. 86.63694° зх. д. (31.843074, -86.636928).  За даними Бюро перепису населення США в 2010 році місто мало площу 55,77 км², з яких 55,31 км² — суходіл та 0,46 км² — водойми.
Грінвілл розташований усього в півгодини їзди на південь від Монтгомері, поруч з регіональним аеропортом Монтгомері.

### Клімат
| Клімат : Грінвілл       | Клімат : Грінвілл | Клімат : Грінвілл | Клімат : Грінвілл | Клімат : Грінвілл | Клімат : Грінвілл | Клімат : Грінвілл | Клімат : Грінвілл | Клімат : Грінвілл | Клімат : Грінвілл | Клімат : Грінвілл | Клімат : Грінвілл | Клімат : Грінвілл | Клімат : Грінвілл |
| Показник                | Січ.              | Лют.              | Бер.              | Квіт.             | Трав.             | Черв.             | Лип.              | Серп.             | Вер.              | Жовт.             | Лист.             | Груд.             | Рік               |
| Абсолютний максимум, °C | 28,3              | 30,0              | 31,7              | 35,6              | 37,8              | 42,2              | 41,1              | 40,6              | 39,4              | 37,8              | 32,8              | 30,0              | 42,2              |
| Середній максимум, °C   | 15,0              | 17,8              | 22,2              | 25,6              | 29,4              | 32,2              | 33,3              | 33,3              | 30,6              | 26,1              | 20,6              | 16,1              | 25,0              |
| Середній мінімум, °C    | 2,8               | 4,4               | 7,8               | 11,1              | 15,6              | 19,4              | 21,1              | 20,6              | 18,3              | 12,2              | 7,8               | 3,9               | 12,2              |
| Абсолютний мінімум, °C  | −18,3             | −12,8             | −9,4              | −2,2              | 3,3               | 8,9               | 13,3              | 10,0              | 3,3               | −1,7              | −11,7             | −15               | −18,3             |
| Норма опадів, мм        | 152               | 129               | 171               | 106               | 105               | 124               | 140               | 109               | 116               | 68                | 119               | 124               | 1463              |
| ----------------------- | ----------------- | ----------------- | ----------------- | ----------------- | ----------------- | ----------------- | ----------------- | ----------------- | ----------------- | ----------------- | ----------------- | ----------------- | ----------------- |
| Джерело:                |                   |                   |                   |                   |                   |                   |                   |                   |                   |                   |                   |                   |                   |

## Демографія

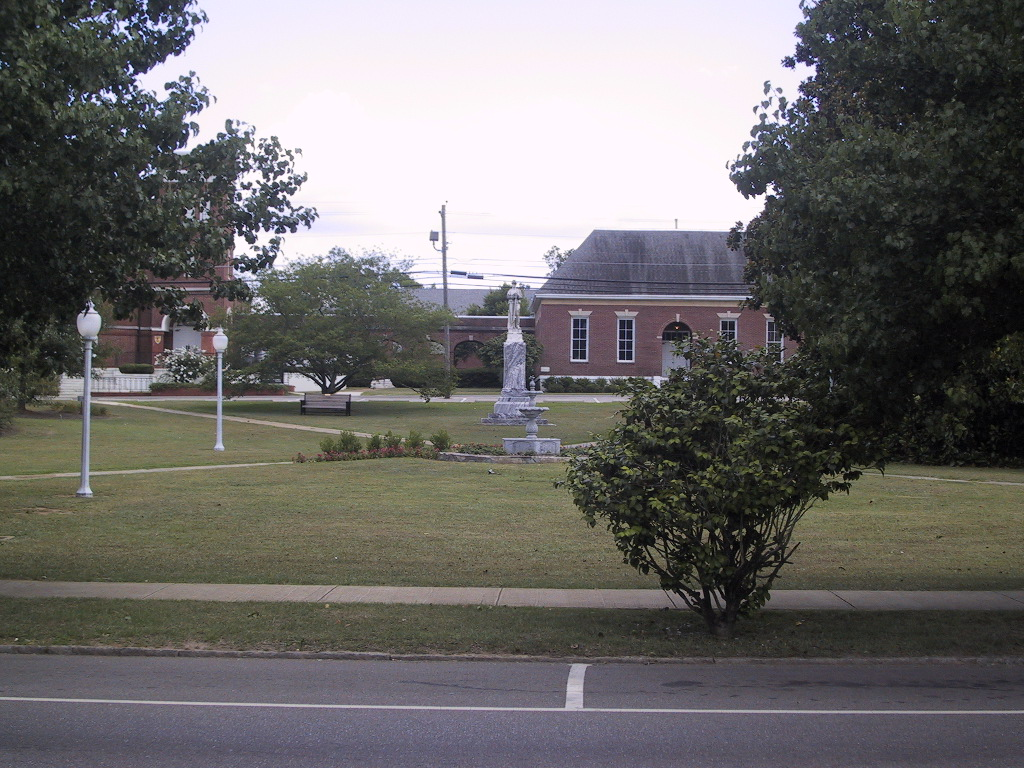
Міський парк

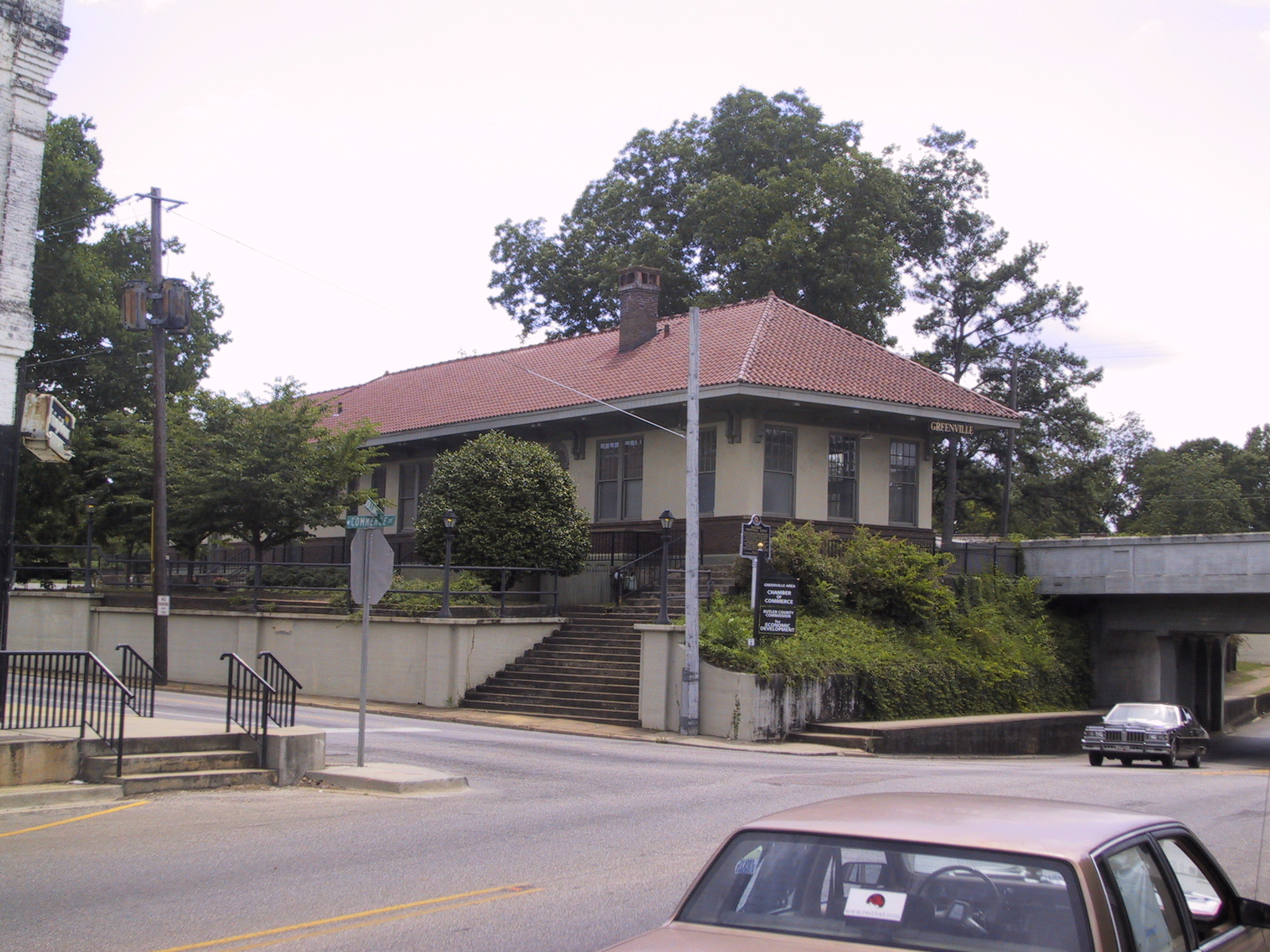
Залізнична станція

Згідно з переписом 2010 року, у місті мешкало 8135 осіб у 3332 домогосподарствах у складі 2126 родин. Густота населення становила 146 осіб/км².  Було 3698 помешкань (66/км²).
Расовий склад населення:
| - 55,5 % — чорних або афроамериканців - 41,7 % — білих - 1,8 % — азіатів |

До двох чи більше рас належало 0,5 %. Частка іспаномовних становила 1,3 % від усіх жителів.
За віковим діапазоном населення розподілялося таким чином: 27,3 % — особи молодші 18 років, 57,9 % — особи у віці 18—64 років, 14,8 % — особи у віці 65 років та старші. Медіана віку мешканця становила 35,3 року. На 100 осіб жіночої статі у місті припадало 82,2 чоловіків;  на 100 жінок у віці від 18 років та старших — 73,3 чоловіків також старших 18 років.
Середній дохід на одне домашнє господарство  становив 42 675 доларів США (медіана — 29 741), а середній дохід на одну сім'ю — 50 139 доларів (медіана — 34 442). Медіана доходів становила 40 243 долари для чоловіків та 25 466 доларів для жінок. За межею бідності перебувало 25,8 % осіб, у тому числі 37,9 % дітей у віці до 18 років та 14,5 % осіб у віці 65 років та старших.
Цивільне працевлаштоване населення становило 3194 особи. Основні галузі зайнятості: освіта, охорона здоров'я та соціальна допомога — 23,8 %, виробництво — 21,6 %, роздрібна торгівля — 13,8 %, мистецтво, розваги та відпочинок — 8,0 %.

## Економіка
Грінвілл — промисловий центр округу Батлер. Різноманітна база включає в себе виробництво лісоматеріалів, ферми і балки, ламіновані дерев'яні балки, пресовані кріплення, кермові колеса, компоненти повітряних подушок, рами для картин, ковдри, електричні роз'єми, пластмасові вироби, текстиль.